# Cystorchis salmoneus
Cystorchis salmoneus är en orkidéart som beskrevs av Jeffrey James Wood. Cystorchis salmoneus ingår i släktet Cystorchis, och familjen orkidéer. Inga underarter finns listade i Catalogue of Life.